# Zemský okres Neumarkt in der Oberpfalz
Zemský okres Neumarkt in der Oberpfalz (německy Landkreis Neumarkt in der Oberpfalz) je okres v bavorském vládním obvodě Horní Falc. Sídlem správy je město Neumarkt in der Oberpfalz.

## Města a obce
| Města | Obce |
| --- | --- |
| 1. Berching 2. Dietfurt an der Altmühl 3. Freystadt 4. Neumarkt in der Oberpfalz 5. Parsberg 6. Velburg Obce s tržním právem (Markt) 1. Breitenbrunn 2. Hohenfels 3. Lauterhofen 4. Lupburg 5. Postbauer-Heng 6. Pyrbaum | 1. Berg bei Neumarkt in der Oberpfalz 2. Berngau 3. Deining 4. Mühlhausen 5. Pilsach 6. Sengenthal 7. Seubersdorf in der Oberpfalz |

## Sousední okresy
| Růžice kompasu | Norimbersko |                                        | Amberg-Sulzbach | Růžice kompasu |
| Růžice kompasu | Roth        | Sever                                  | Schwandorf      | Růžice kompasu |
| Růžice kompasu | Roth        | Zemský okres Neumarkt in der Oberpfalz | Schwandorf      | Růžice kompasu |
| Růžice kompasu | Roth        | Jih                                    | Schwandorf      | Růžice kompasu |
| Růžice kompasu | Eichstätt   | Kelheim                                | Řezno           | Růžice kompasu |